# Küllikki (mitológia)
Külikki (másként Kylikki, Külli vagy Kylli) a Kalevala egyik szereplője, Lemminkejnen felesége. Lemminkejnen lányrablással szerezte magának. Külikki azt kérte férjétől, ha már egyszer elrabolta, ne járjon el hadakozni. Lemminkejnen azt kérte cserébe, hogy Külikki ne járjon el a faluba szórakozni, mintha hajadon lenne. Külikki mégis eljárt, s mikor ezt Lemminkejnen húga megsúgta a férjnek, az elindult Pohjolába megkérni Louhi lánya kezét.